# Рафаель Гарса Гутьєррес
Рафае́ль Га́рса Гутьє́ррес (ісп. Rafael Garza Gutiérrez; 13 грудня 1896, Мехіко — пом. 3 липня 1974, там само) — мексиканський футболіст (захисник) та тренер.
Насамперед відомий за виступами в складі національної збірної Мексики на Олімпіаді 1928 та чемпіонаті світу 1930.

## Клубна кар'єра
12 жовтня 1916 року, в річницю висадки Христофора Колумба на американський континент, з групою однодумців заснував футбольний клуб «Америка». Грав у захисті, був капітаном команди. Є одним з найкращих мексиканських футболістів свого часу. Чотири рази вигравав чемпіонат Мексики і тричі — срібні нагороди. В 1917–1926 та 1929–1931 роках був також тренером команди. Завершив активні виступи на футбольному полі в 1930 році.

## Виступи за збірну
Капітан у перших одинадцяти офіційних матчах збірної Мексики. У січні 1923 року, на полі суперника, були зіграні три перші матчі національної команди зі збірною Гватемали. У грудні того ж року — ще три матчі в мексиканській столиці. Загальний результат: чотири перемоги, одна нічия та одна поразка. Брав участь у Олімпійських іграх 1928 та чемпіонаті світу 1930. У збірній та клубі грав і молодший брат Рафаеля — Франсіско.

## Тренерська кар'єра
В 1933–1941 та 1945–1949 займав посаду головного тренера «Америки». 
В 1934, 1937–1938 та 1949 очолював національну збірну Мексики.

## Титули та досягнення
Гравець
- Чемпіон Мексики (4): 1925, 1926, 1927, 1928
- Віце-чемпіон (3): 1919, 1924, 1930

Тренер
- Переможець Ігор Центральної Америки та Карибського басейну: 1938
- Переможець Чемпіонату НАФК: 1949

## Статистика

### Статистика виступів за національну збірну
| Дата       | Місто      | Господарі | Результат | Гості     | Турнір                   | Голи | Примітки |
| ---------- | ---------- | --------- | --------- | --------- | ------------------------ | ---- | -------- |
| 01/01/1923 | Гватемала  | Гватемала | 2 – 3     | Мексика   | товариський матч         | -    |          |
| 04/01/1923 | Гватемала  | Гватемала | 3 – 1     | Мексика   | товариський матч         | -    |          |
| 07/01/1923 | Гватемала  | Гватемала | 1 – 4     | Мексика   | товариський матч         | -    |          |
| 09/12/1923 | Мехіко     | Мексика   | 2 – 1     | Гватемала | товариський матч         | -    |          |
| 12/12/1923 | Мехіко     | Мексика   | 2 – 0     | Гватемала | товариський матч         | -    |          |
| 16/12/1923 | Мехіко     | Мексика   | 3 – 3     | Гватемала | товариський матч         | -    |          |
| 30/05/1928 | Амстердам  | Іспанія   | 7 – 1     | Мексика   | ОІ 1928 - 1/8            | -    |          |
| 05/06/1928 | Арнем      | Чилі      | 3 – 1     | Мексика   | ОІ 1928 - втішний турнір | -    |          |
| 13/07/1930 | Монтевідео | Франція   | 4 – 1     | Мексика   | ЧС 1930 - група          | -    |          |
| 16/07/1930 | Монтевідео | Чилі      | 3 – 0     | Мексика   | ЧС 1930 - група          | -    |          |
| 19/07/1930 | Монтевідео | Аргентина | 6 – 3     | Мексика   | ЧС 1930 - група          | -    |          |
| Усього     |            | Матчів    | 11        |           | Голів                    | 0    |          |